# Dolja
Dolja é considerada a Deusa do destino na mitologia eslava.